# (I'll never be) Maria Magdalena
(I'll Never Be) Maria Magdalena is de eerste single van Sandra van haar eerste album The Long Play uit 1985. Op 15 juli dat jaar werd het nummer op single uitgebracht.
In februari 1993 werd de single heruitgegeven in een remix-dance versie als Maria Magdalena '93. Deze versie werd in Nederland géén hit en bereikte zowel de Nederlandse Top 40 als de destijds nieuwe publieke hitlijst op Radio 3; de Mega Top 50 niet.
Ook in Vlaanderen behaalde deze versie géén notering in beide Vlaamse hitlijsten.

## Achtergrond
In Nederland was de plaat op donderdag 19 september 1985 TROS Paradeplaat op Hilversum 3 en werd mede hierdoor een gigantische hit in de destijds drie hitlijsten op de nationale publieke poozender. De plaat bereikte de nummer-1 positie in de Nederlandse Top 40 en de 2e positie in zowel de TROS Top 50 als de Nationale Hitparade. In de Europese hitlijst op Hilversum 3, de TROS Europarade, bereikte de plaat de nummer-1 positie. 
In België bereikte de plaat de 3e positie van zowel de voorloper van de Vlaamse Ultratop 50 als de Vlaamse Radio 2 Top 30.
Het stuk synthesizer uit de intro werd in 1992 gesampled door 2 Unlimited voor hun hit Twilight Zone.
In 2006 wordt het nummer opnieuw geproduceerd door Schallblau, een trio bestaande uit producers Steffen Britzke, Matthias Hoffmann en Ralf Hildenbeutel.

## Hitnoteringen

### Nederlandse Top 40
| (I'll Never Be) Maria Magdalena in de Nederlandse Top 40 - binnen: 05-10-1985 | (I'll Never Be) Maria Magdalena in de Nederlandse Top 40 - binnen: 05-10-1985 | (I'll Never Be) Maria Magdalena in de Nederlandse Top 40 - binnen: 05-10-1985 | (I'll Never Be) Maria Magdalena in de Nederlandse Top 40 - binnen: 05-10-1985 | (I'll Never Be) Maria Magdalena in de Nederlandse Top 40 - binnen: 05-10-1985 | (I'll Never Be) Maria Magdalena in de Nederlandse Top 40 - binnen: 05-10-1985 | (I'll Never Be) Maria Magdalena in de Nederlandse Top 40 - binnen: 05-10-1985 | (I'll Never Be) Maria Magdalena in de Nederlandse Top 40 - binnen: 05-10-1985 | (I'll Never Be) Maria Magdalena in de Nederlandse Top 40 - binnen: 05-10-1985 | (I'll Never Be) Maria Magdalena in de Nederlandse Top 40 - binnen: 05-10-1985 | (I'll Never Be) Maria Magdalena in de Nederlandse Top 40 - binnen: 05-10-1985 | (I'll Never Be) Maria Magdalena in de Nederlandse Top 40 - binnen: 05-10-1985 | (I'll Never Be) Maria Magdalena in de Nederlandse Top 40 - binnen: 05-10-1985 | (I'll Never Be) Maria Magdalena in de Nederlandse Top 40 - binnen: 05-10-1985 | (I'll Never Be) Maria Magdalena in de Nederlandse Top 40 - binnen: 05-10-1985 |
| Week                                                                          | 1                                                                             | 2                                                                             | 3                                                                             | 4                                                                             | 5                                                                             | 6                                                                             | 7                                                                             | 8                                                                             | 9                                                                             | 10                                                                            | 11                                                                            | 12                                                                            | 13                                                                            |                                                                               |
| ----------------------------------------------------------------------------- | ----------------------------------------------------------------------------- | ----------------------------------------------------------------------------- | ----------------------------------------------------------------------------- | ----------------------------------------------------------------------------- | ----------------------------------------------------------------------------- | ----------------------------------------------------------------------------- | ----------------------------------------------------------------------------- | ----------------------------------------------------------------------------- | ----------------------------------------------------------------------------- | ----------------------------------------------------------------------------- | ----------------------------------------------------------------------------- | ----------------------------------------------------------------------------- | ----------------------------------------------------------------------------- | ----------------------------------------------------------------------------- |
| Nummer                                                                        | 29                                                                            | 18                                                                            | 10                                                                            | 6                                                                             | 3                                                                             | 2                                                                             | 1                                                                             | 1                                                                             | 5                                                                             | 11                                                                            | 20                                                                            | 26                                                                            | 38                                                                            | uit                                                                           |

### Nationale Hitparade
| (I'll Never Be) Maria Magdalena in de Nationale Hitparade - binnen: 05-10-1985 | (I'll Never Be) Maria Magdalena in de Nationale Hitparade - binnen: 05-10-1985 | (I'll Never Be) Maria Magdalena in de Nationale Hitparade - binnen: 05-10-1985 | (I'll Never Be) Maria Magdalena in de Nationale Hitparade - binnen: 05-10-1985 | (I'll Never Be) Maria Magdalena in de Nationale Hitparade - binnen: 05-10-1985 | (I'll Never Be) Maria Magdalena in de Nationale Hitparade - binnen: 05-10-1985 | (I'll Never Be) Maria Magdalena in de Nationale Hitparade - binnen: 05-10-1985 | (I'll Never Be) Maria Magdalena in de Nationale Hitparade - binnen: 05-10-1985 | (I'll Never Be) Maria Magdalena in de Nationale Hitparade - binnen: 05-10-1985 | (I'll Never Be) Maria Magdalena in de Nationale Hitparade - binnen: 05-10-1985 | (I'll Never Be) Maria Magdalena in de Nationale Hitparade - binnen: 05-10-1985 | (I'll Never Be) Maria Magdalena in de Nationale Hitparade - binnen: 05-10-1985 | (I'll Never Be) Maria Magdalena in de Nationale Hitparade - binnen: 05-10-1985 | (I'll Never Be) Maria Magdalena in de Nationale Hitparade - binnen: 05-10-1985 | (I'll Never Be) Maria Magdalena in de Nationale Hitparade - binnen: 05-10-1985 |
| Week                                                                           | 1                                                                              | 2                                                                              | 3                                                                              | 4                                                                              | 5                                                                              | 6                                                                              | 7                                                                              | 8                                                                              | 9                                                                              | 10                                                                             | 11                                                                             | 12                                                                             | 13                                                                             |                                                                                |
| ------------------------------------------------------------------------------ | ------------------------------------------------------------------------------ | ------------------------------------------------------------------------------ | ------------------------------------------------------------------------------ | ------------------------------------------------------------------------------ | ------------------------------------------------------------------------------ | ------------------------------------------------------------------------------ | ------------------------------------------------------------------------------ | ------------------------------------------------------------------------------ | ------------------------------------------------------------------------------ | ------------------------------------------------------------------------------ | ------------------------------------------------------------------------------ | ------------------------------------------------------------------------------ | ------------------------------------------------------------------------------ | ------------------------------------------------------------------------------ |
| Nummer                                                                         | 36                                                                             | 9                                                                              | 2                                                                              | 2                                                                              | 3                                                                              | 4                                                                              | 5                                                                              | 8                                                                              | 9                                                                              | 9                                                                              | 15                                                                             | 19                                                                             | 42                                                                             | uit                                                                            |

### TROS Top 50
Binnen: 26-09-1985 #48. Hoogste notering: #2 (3 weken) t/m de laatste uitzending op 21-11-1985.

### TROS Europarade
Hitnotering: 12-09-1985 t/m 05-12-1985. Hoogste notering: #1 (3 weken).

### NPO Radio 2 Top 2000
(I'll never be) Maria Magdalena stond alleen in 2000 in de NPO Radio 2 Top 2000, op plek 1277.